# Peter I. Vlaški
Peter I. ali Peter Mlajši (romunsko Petru cel Tânăr) je bil vlaški knez, ki je vladal od 21.  septembra 1559 do 31. maja 1568, * 1546, † 19. avgust 1568, Konya.
Bil je najstarejši sin Mircee Pastirja in  Chiajne Moldavske. Priimek Mlajši je dobil zato, ker je bil ob kronanju star komaj trinajst let.
Po očetovi smrti 21.  septembra 1559 so bojarji  poskušali Mirceini družini odvzeti pravico do nasledstva knežjega položaja. Med 25. septembrom in 24. oktobrom so se zato trikrat spopadli s preostalimi člani Mirceine družine. Prvo bitko pri vasi Românești so dobili bojarji, drugo bitko pri Șerpătești pa so izgubili. V tretji in odločilni bitki v Boiani je s turško pomočjo zmagal Peter. 24. oktobra 1559 je Osmansko cesarstvo potrdilo Petra za novega vladarja Vlaške.
Peter Mlajši je leta 1560 ustanovil samostan Plumbuita in nadaljeval očetovo obnovo  cerkve Curtea Veche  in samostana Snagov.
Osmansko cesarstvo se je preko svojih predstavnikov poskušalo polastiti bogastva Petrove družine, zato so kneza in njegovo mater leta 1568 izgnali. Peter je 31. maja prišel v Istanbul, kjer so ga zaprli v trdnjavo Yedukule (Sedem stolpov) in mu odvzeli vse dragocenosti. 19. avgusta 1568 je umrl zaradi zastrupitve, star samo 21 let. 

## Vir
- Academia Romana (2012). A History of Romanians. IV (2. izdaja). Bukarešta: Editura Enciclopedica. ISBN 978-973-45065-2-1.

| Peter I. Vlaški Rojen: 1546 Umrl: 19. avgust 1568 |                       |                                  |
| Vladarski nazivi                                  |                       |                                  |
| Predhodnik: Mircea Pastir                         | Vlaški knez 1559–1568 | Naslednik: Aleksander II. Mircea |

1. 1 2  http://genealogy.euweb.cz/balkan/basarab.html